# ستيف ديفيز
ستيف ديفيز (بالإنجليزية: Steve Davies)‏ (29 ديسمبر 1987 ليفربول المملكة المتحدة - ) هو لاعب كرة قدم بريطاني يلعب كمهاجم.

## روابط خارجية
- ستيف ديفيز على موقع قاعدة بيانات كرة القدم.إي يو (الإنجليزية)
- ستيف ديفيز على موقع Soccerbase.com (لاعب) (الإنجليزية)
- ستيف ديفيز على موقع Soccerway.com (الإنجليزية)